# John Vernou Bouvier III
Pour les articles homonymes, voir Vernou et Bouvier.
John Vernou Bouvier III (né le 19 mai 1891 à East Hampton et mort le 3 août 1957 à New York) est un riche agent de change américain, surtout connu en tant que père de Jacqueline Kennedy Onassis, Première Dame des États-Unis, et de Lee Radziwill.

## Biographie
Né à East Hampton, à Long Island dans l'État de New York, il est le fils de John Vernou Bouvier II (1865-1948) et son épouse Maud Frances Sergeant (1870-1940), tous deux d'origine française. Il est l’aîné de cinq enfants, un frère William Sergeant Bouvier (1893-1929), et trois sœurs, Édith (1895-1977) et les jumelles Maude (1905-1999) et Michelle (1905-1987). 
La famille Bouvier descend de Michel Bouvier (1792-1874), un ébéniste de Pont-Saint-Esprit (Gard), qui s'installe à Philadelphie en 1815, à l'âge de 23 ans, où il fait fortune dans l'ébénisterie de luxe (et qui eut pour client Joseph Bonaparte, en exil en Amérique) puis dans l'immobilier. 
John Vernou Bouvier fréquente la « Sheffield Scientific School » où il obtient son diplôme en 1914. Il travaille alors comme agent de change à Wall Street. 
Il se marie le 7 juillet 1928 avec Janet Norton Lee, avec qui il a deux filles, Jacqueline et Caroline (Lee).
Ses nombreuses liaisons, ses problèmes de jeu, d'où son surnom de « Black Jack », et son alcoolisme mènent à une séparation en 1936, puis après une brève réconciliation, à un divorce en 1940.  
Il ne se remarie jamais et vit à New York, jusqu'à sa mort d'un cancer, en 1957, à l'âge de 66 ans.